# Reborn (클릭비의 음반)
《Reborn》은 2015년 10월 21일 발매된 Click-B의 싱글 앨범이다. 13년만에 멤버 전원(7명)이 컴백하면서 발매한 첫 앨범이다.

## 설명
- 타이틀 곡 〈Reborn〉은 멤버 전원이 파트가 있는 곡이자 드럼을 맡고 있는 하현곤의 노래하는 모습을 처음으로 볼 수 있는 곡이다.

## 수록곡
| #            | 제목         | 작사                   | 작곡 · 편곡                    | 재생 시간 |
| ------------ | ------------ | ---------------------- | ------------------------------ | --------- |
| 1.           | 〈Reborn〉   | 이주형, GDLO(MonoTree) | 이주형, GDLO(MonoTree), 김유석 | 3:47      |
| 2.           | 〈보고싶어〉 | 서지음, RICKY          | 어벤전승                       | 3:19      |
| 총 재생 시간 | 총 재생 시간 | 총 재생 시간           | 총 재생 시간                   | 7:06      |